# پورت سن جو (فلوریدا)
پورت سن جو (به انگلیسی: Port St. Joe) شهری در شهرستان گالف ایالت فلوریدا است که در سال ۱۹۱۳ بنیان‌گذاری شده‌است. این شهر طبق سرشماری سال ۲۰۱۰ میلادی، ۳٬۴۴۵ نفر جمعیت داشته و مساحت آن نیز ۸٫۶ کیلومتر مربع است.